# Air: Der große Wurf
Air: Der große Wurf (Originaltitel Air) ist ein Filmdrama von Ben Affleck. Der Film zeigt die Vertragsverhandlungen des US-amerikanischen Sportbekleidungsunternehmens Nike mit den Agenten und den Eltern des NBA-Superstars Michael Jordan als möglichem Werbeträger des Unternehmens im Jahr 1984 bis hin zum Verkaufsstart der nach dem Basketballspieler benannten „Air-Jordan“-Schuhe, durch den Nike zum Weltkonzern aufstieg. Air kam im April 2023 in die Kinos und wurde im Mai 2023 in das Programm von Prime Video aufgenommen.

## Handlung
Wir schreiben das Jahr 1984, und Nike steht kurz davor, seine Basketballsparte zu schließen. Nike ist zwar das drittgrößte Sportbekleidungsunternehmen in den USA, liegt aber weit hinter Converse und Adidas zurück. Die Versuche, Spitzentalente der NBA zu verpflichten, scheitern. Als Sonny Vaccaro, der Markenchef des Unternehmens, von Nike-CEO Phil Knight damit beauftragt wird, einen Spieler zu empfehlen, den Nike unter Vertrag nehmen könnte, schlägt er vor, das gesamte Sponsoring-Budget für den 21-jährigen Rookie Michael Jordan zu verwenden. Dessen Agent David Falk rät Jordan jedoch von dem Deal ab, und auch Sonnys Kollegen Rob Strasser und Howard White glauben, dass Sonny die Zukunft des Unternehmens aufs Spiel setzt.
Sonny glaubt, dass der Börsengang vier Jahre zuvor für das Ethos des Unternehmens ein Fehler war. Man hatte Sonny eigentlich engagiert, um ihre Basketballabteilung auszubauen, nicht um sie einzustampfen. Er hat einen wichtigen Unternehmensgrundsatz – „Break the rules“ – verinnerlicht und ist risikofreudiger. Da er fest davon überzeugt ist, dass seine Idee, den zukünftigen NBA-Star als einen zentralen Werbeträger des Unternehmens zu etablieren, funktionieren würde, verlässt er sein Büro in Beaverton und fliegt von Oregon nach North Carolina, um Jordans Eltern James und Deloris für seine Idee zu gewinnen und hierdurch den Sohn zum Abschluss eines Exklusivvertrags mit seinem Unternehmen zu bewegen. Besonders Deloris entpuppt sich in den Gesprächen, anders als von Sonny erwartet, als harte Verhandlungspartnerin. Sie achtet genau darauf, dass das Unternehmen ihren Sohn nicht über den Tisch zieht, weiß sie doch, dass er trotz seines jungen Alters bereits eine Legende ist.

## Hintergrund

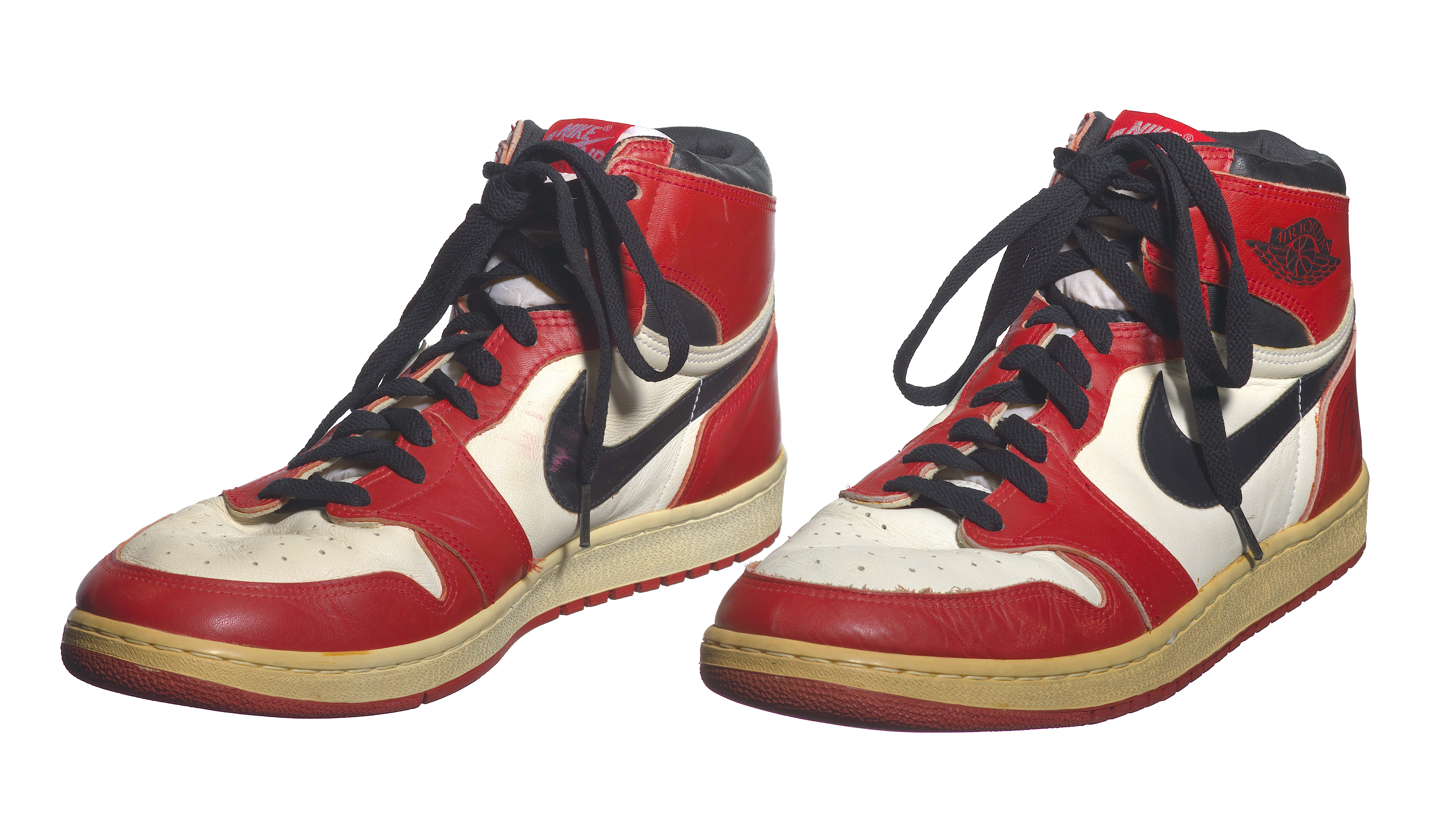
Im November 1984 brachte Nike die ersten „Air-Jordan“-Schuhe auf den Markt

Der Nike-Markenchef Sonny Vaccaro und der Nike-Gründer Phil Knight versuchten in den 1980er Jahren den Markt zu revolutionieren, indem sie den damals am Beginn seiner NBA-Karriere stehenden Michael Jordan zu einem exklusiven Deal bewegen konnten. Der spätere Basketball-Star soll zunächst an der Kooperation gezweifelt haben. Nach dem Vertragsabschluss im Jahr 1984 entwarf Nike gemeinsam mit dem Spieler eigene Kollektionen unter dem Namen Air Jordan. Im November 1984 startete Nike den Verkauf der Air-Jordan-Schuhe. Kreiert wurden diese von dem Designer Peter Moore, der von den 1970er bis Ende der 1990er Jahre Creative Director bei Nike, aber auch bei dem Konkurrenten Adidas war. Er ist auch der Schöpfer des Jumpman-Logos, das sämtliche Jordan-Produkte ziert. Howard White wurde später Vice President der Jordan-Marke und ein guter Freund des NBA-Stars.
David Falk vertrat damals als Agent von Jordan auch Basketballspieler wie Patrick Ewing. George Raveling war als Basketballtrainer Assistenzcoach von Bobby Knight der US-Mannschaft bei den Olympischen Spielen 1984, in der auch Jordan war. Nachdem Raveling 1994 seine Trainertätigkeit beendet hatte, wurde er bei Nike Global Basketball Sports Marketing Director.
Nach dem Tod seines Vaters Adolf Dassler im Jahr 1978 war Horst Dassler bereits gemeinsam mit seiner Mutter Käthe Dassler in der Geschäftsführung von adidas tätig. Nach deren Tod im Jahr 1984 wurde er Vorstandsvorsitzender des Unternehmens. Er setzte sich in dieser Zeit gezielt dafür ein, adidas zum Haus- und Hoflieferanten des europäischen Fußballverbands UEFA und des Weltverbands FIFA zu machen. Zwar überholte der US-Konzern Nike die Deutschen in den 1980er und 1990er Jahren als weltweit größten Sportanbieter, doch das Unternehmen war weiterhin im Fußball stark vertreten. Sein Tod im April 1987 hinterließ eine große Lücke an der Spitze des Sportartikel-Herstellers.
Im Jahr 2016 wurden Phil Knights Memoiren mit dem Titel Shoe Dog bei Simon & Schuster veröffentlicht. Er ist heute Eigentümer des Animationsstudios Laika.

## Produktion

### Regie und Drehbuch
Regie führte Ben Affleck, der gemeinsam mit Matt Damon auch an der Überarbeitung des Drehbuchs von Alex Convery beteiligt war. Dieses landete im Jahr 2021 unter dem Titel Air Jordan auf der Black List der besten unverfilmten Ideen Hollywoods. Es handelt sich nach Good Will Hunting von 1997 und The Last Duel von 2021 um das dritte Drehbuch, an dem Affleck und Damon gemeinsam schrieben. Air ist nach Gone Baby Gone – Kein Kinderspiel, The Town – Stadt ohne Gnade, Argo und Live by Night Afflecks fünfte Regiearbeit. Bei seinen letzten drei Filmen war Affleck selbst auch in der Hauptrolle zu sehen.
Im November 2022 hatten Affleck und Damon bekanntgegeben, dass sie ein Filmproduktionsunternehmen mit dem Namen Artists Equity gegründet haben, das auch sie als Schauspieler an den Umsätzen beteiligen soll. Air, im Englischen auch mit der Tagline „Courting A Legend“, ist das erste Projekt, das innerhalb dieses Independent-Labels entstand, bei dem Affleck und Damon neben Madison Ainley, Jason Michael Berman, David Ellison, Peter Guber, Jeff Robinov und Jon Weinbach als Produzenten fungierten.

### Besetzung und Dreharbeiten

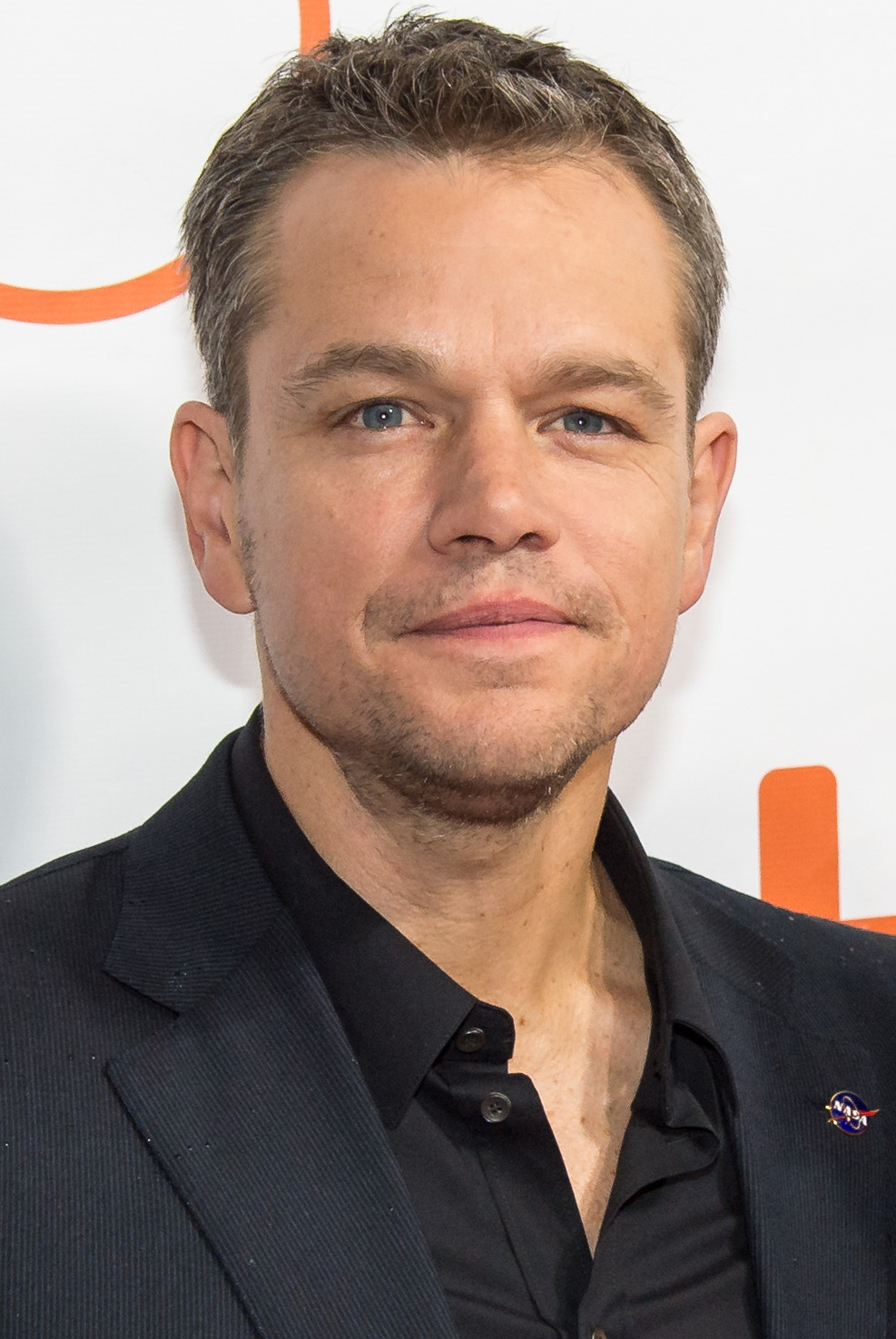
Matt Damon spielt im Film Sonny Vaccaro

Affleck und Damon fungierten nicht nur als Drehbuchautoren und Produzenten, sondern schlüpften auch in die Rollen von Nike-Gründer Phil Knight und dem damaligen Nike Executive Sonny Vaccaro. Chris Messina spielt Michael Jordans Agenten David Falk. Der schwedische Schauspieler Gustaf Skarsgård ist in der Rolle von Horst Dassler zu sehen, damals Vorstandsvorsitzender von adidas, dem größten Konkurrenten von Nike. Dessen Mutter Käthe Dassler wird von der deutschen Schauspielerin Barbara Sukowa gespielt. Marlon Wayans ist in der Rolle von George Raveling zu sehen, der Assistenzcoach der US-Mannschaft bei den Olympischen Spielen war, zu der auch Michael Jordan gehörte. Jason Bateman spielt Rob Strasser, den Vice President of Marketing von Nike, und Chris Tucker den späteren Vice President der Jordan-Marke Howard White. In weiteren Rollen zu sehen sind Matthew Maher als Peter Moore, Viola Davis als Michael Jordans Mutter Deloris und Julius Tennon als sein Vater James. Michael Jordan, der in Air nie direkt oder nur unscharf zu sehen ist, wird von Damian Delano Young gespielt. Die Kostüme wurden von Charlese Antoinette Jones entworfen, so auch die Nike-Bekleidung im Vintage-Look.
Die Dreharbeiten wurden im Juni 2022 im kalifornischen Burbank begonnen. Als Kameramann fungierte Robert Richardson, mit dem Affleck bereits für seinen Film Live by Night zusammenarbeitete. Die Aufnahmen zu Beginn des Films erfolgten grobkörnig und damit in einer Qualität, die der von VHS-Kassetten aus den 1980er Jahren entspricht. Im Laufe des Films werden die Aufnahmen klarer. Für das Szenenbild zeichnete François Audouy verantwortlich, zuletzt tätig für Logan – The Wolverine, Le Mans 66 – Gegen jede Chance und Ghostbusters: Legacy.

### Verwendete Musik
Einige Musikstücke für den Film komponierte Paul Haslinger, darunter I Want to Sign Him und Sneaker Anthem. Weiter verwendet der Film verschiedene Musikstücke der deutschen Elektromusikgruppe Tangerine Dream aus den 1980er Jahren, zu der auch Haslinger gehörte, darunter Running Out of Time und Through the Dark/Run Across the Street vom Album Miracle Mile, Shop Territory vom Album Firestarter, Jerry’s Decision und To the Head of the Class vom Album Three O’Clock High, Love on a Real Train vom Album Risky Business und Breathing the Night Away vom Album Heartbreakers. Weiter verwendet Air den Song Money for Nothing von den Dire Straits, My Adidas von Run-D.M.C., Legs von ZZ Top, Sister Christian von Night Ranger, Ain’t Nobody von Rufus und Chaka Khan, All I Need Is a Miracle von Mike and the Mechanics, Time After Time von Cyndi Lauper und Born in the U.S.A. von Bruce Springsteen. Auch die Musik, die Harold Faltermeyer ursprünglich für Beverly Hills Cop schrieb, wird an mehreren Stellen im Film verwendet. Weitere Musikstücke sind Leave Atlantic City aus Desperately Seeking Susan von Thomas Newman, JP Brenner Emerges aus Raw Deal von Chris Boardman, Votes for Women aus Suffragette von Alexandre Desplat, Closing aus The Times of Harvey Milk von Mark Isham, The Girl from Flinch aus Miami Nights 1984 und ein Stück aus Brian De Palmas Film Body Double von Pino Donaggio. Das Soundtrack-Album mit insgesamt 13 Musikstücken wurde am 5. April 2023 von Sony Music Entertainment als Download veröffentlicht. Als Music Supervisor fungierte Andrea von Foerster.

### Marketing und Veröffentlichung
Ein Trailer wurde am 9. Februar 2023 veröffentlicht. Der weltweite Kinostart erfolgte Anfang April 2023. Am 12. Mai 2023 nahm Prime Video den Film weltweit in sein Programm auf. Die Premiere von Air erfolgte bereits am 18. März 2023 beim South by Southwest Film Festival.

## Rezeption

### Kritiken
Von den bei Rotten Tomatoes aufgeführten Kritiken sind 93 Prozent positiv bei einer durchschnittlichen Bewertung mit 7,7 von 10 möglichen Punkten. Auf Metacritic erhielt der Film einen Metascore von 73 von 100 möglichen Punkten.

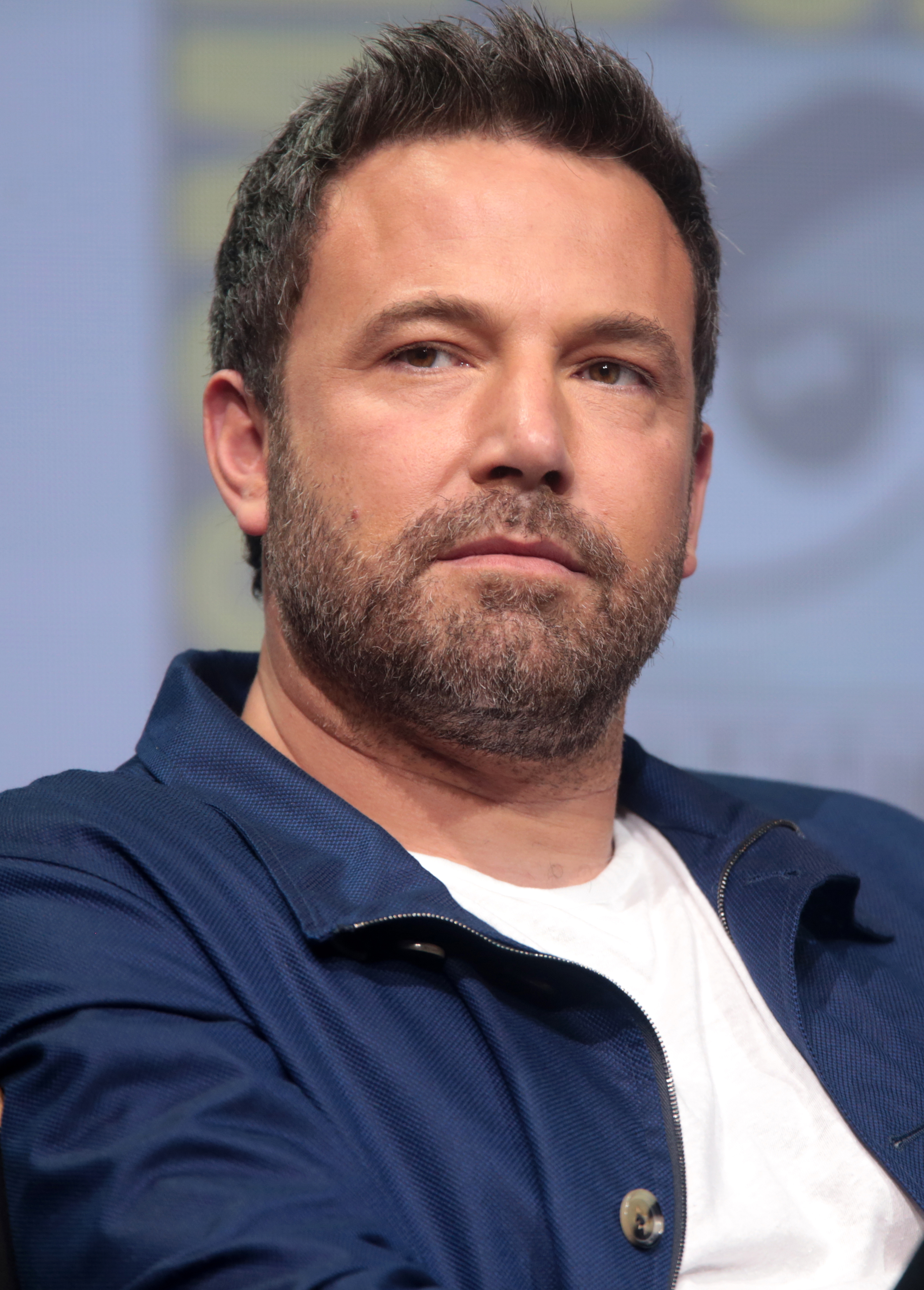
Ben Affleck führte Regie und spielt Phil Knight

Matthew Monagle von The Playlist schreibt, Ben Affleck, der seinen Film um die Darbietungen einer Gruppe handverlesener Schauspieler herum aufbaute und eine Insider-Geschichte erzähle, scheine bei Air im Aaron-Sorkin-Modus zu sein. Im Subtext des Films, in dem es um Geschäftsleute geht, die ein System auf den Kopf stellen wollen, werde man daran erinnert, dass Affleck und Matt Damon sich 2022 für ihr Produktionsunternehmen Artists Equity zusammengetan haben, dessen erklärtes Ziel es ist, im Zeitalter der Verträge mit Streamingdiensten ein neues Umsatzbeteiligungsmodell einzuführen. Als eine Reflexion über die Branche, die er verändern möchte, sollte Afflecks Film weit über die Grenzen des Sports hinausreichen.
Christoph Petersen bemerkt in seiner Kritik bei Filmstarts, dieses Beteiligungsmodell habe womöglich dazu geführt, dass die Schauspieler in Air durch die Bank so verdammt stark abliefern, und es sei erstaunlich, dass trotz der Breite des Casts wirklich niemand abfällt. Matt Damon reiße das Publikum mit seinem unbedingten Willen, den Deal zustande zu bringen, gnadenlos mit. An seiner Seite brilliere Ben Affleck in einer der großen komödiantischen Performances des Jahres als Firmenlenker mit Achtziger-Perücke und Buddhismus-Fimmel. Er habe sichtlich Spaß daran, den milliardenschweren Nike-Gründer Phil Knight nicht allzu ernst zu nehmen. Petersen resümiert, eigentlich erzähle Affleck in Air nur vom Zusammenkommen eines schnöden Marketing-Deals, und trotzdem lasse die klassische Underdog-Geschichte die allermeisten Comic-Spektakel und Action-Blockbuster in Sachen Unterhaltungswert spielend hinter sich.
Insgesamt sei der Film auch dank des großzügig eingeworfenen Zeitkolorits von Brettspielen über Süßigkeiten bis hin zum Superflop Der Senkrechtstarter einfach dermaßen mitreißend unterhaltsam, dass die Zeit tatsächlich wie im Flug vergeht.

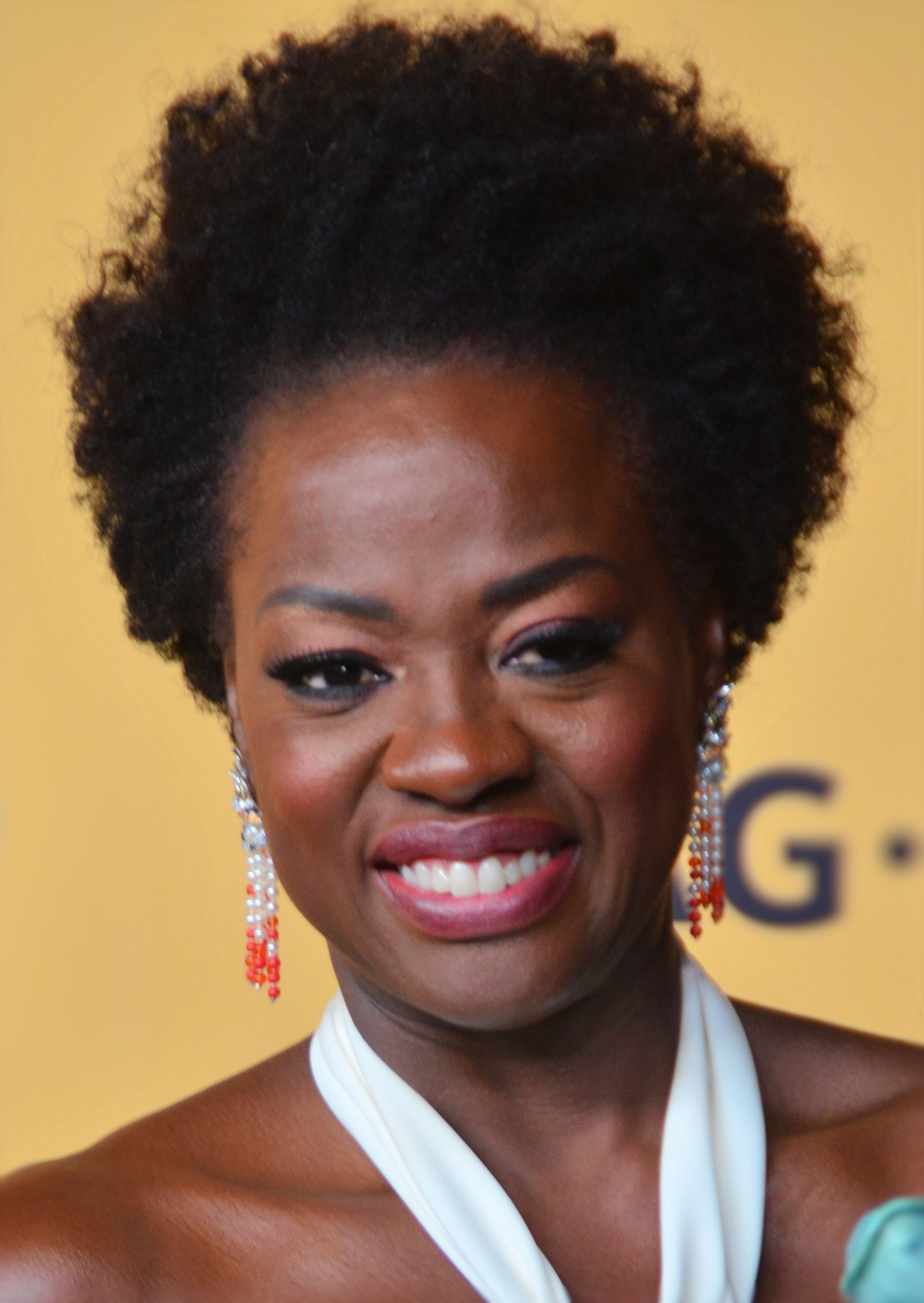
Viola Davis spielt Michael Jordans Mutter Deloris

Marisa Mirabal von IndieWire schreibt, die Leistung jedes Schauspielers in Air sei für sich genommen phänomenal, und sie arbeiteten als Team, um eine der fesselndsten geschäftlichen Erfolgsgeschichten aller Zeiten auf die Leinwand zu bringen und die Schauspieler durch Luftaufnahmen und Nahaufnahmen wirklich glänzen lassen. Die Entscheidung, Michael Jordan außen vor zu lassen, sei weise gewesen, gehe es in Air doch nicht um Basketball oder den Rookie selbst, sondern um die Underdogs von Nike, die eine für die damalige Zeit revolutionäre Marke geschaffen haben. Ebenfalls hebt Mirabal hervor, wie der Film auch eine Familiengeschichte erzähle. Viola Davis bringe so viel Wärme und Kraft in die Rolle von Deloris Jordan, die den Wert ihres Sohnes kannte und dafür kämpfte, dass er seinen Anteil am Kuchen bekommt. Ihre subtile und doch strenge Darstellung einer Mutter, die weiß, dass ihr Sohn eine Legende ist, sei von Einfühlungsvermögen und Klasse gezeichnet, und sie schaffe es in mehreren Szenen, beim Publikum Gänsehaut hervorzurufen. Insgesamt sei Air ein Volltreffer geworden und letztlich einer der besten Sportfilme aller Zeiten und eine große Underdog-Geschichte voller liebenswerter Charaktere.
Die Deutsche Film- und Medienbewertung zeichnet den Film mit dem Prädikat „besonders wertvoll“ aus. In der Begründung heißt es, der Film spreche Zuschauer an, die einfach gut gemachtes, klassisches Hollywood-Kino mit einer guten Botschaft mögen.
Die weltweiten Einnahmen des Films aus Kinovorführungen belaufen sich auf rund 90 Millionen US-Dollar.

### Auszeichnungen
Artios Awards 2024
- Nominierung für das Beste Casting in einer Filmkomödie (Mary Vernieu, Lindsay Graham Ahanonu & Sydney Shircliff)[33]

Black Reel Awards 2024
- Nominierung als Beste Hauptdarstellerin (Viola Davis)
- Nominierung für die Besten Kostüme (Charlese Antoinette Jones)
- Nominierung für die Besten Haare und das beste Make-up (Carla Farmer)[34]

Critics’ Choice Movie Awards 2024
- Nominierung als Bestes Schauspielensemble
- Nominierung für das Beste Originaldrehbuch (Alex Convery)
- Nominierung für den Besten Filmschnitt (William Goldenberg)

Eddie Awards 2024
- Nominierung für den Besten Schnitt in einer Filmkomödie (William Goldenberg)[35]

Golden Globe Awards 2024
- Nominierung als Bester Film – Komödie/Musical
- Nominierung als Bester Hauptdarsteller – Komödie/Musical (Matt Damon)

Golden Tomato Awards 2024
- Auszeichnung als Bester Sportfilm 2023[36]

Guild of Music Supervisors Awards 2024
- Nominierung für die Beste Music Supervision – Film mit einem Budget von über 25 Millionen US-Dollar (Andrea von Foerster)[37]

Hollywood Critics Association Midseason Movie Awards 2023
- Nominierung als Bester Film
- Nominierung für die Beste Regie (Ben Affleck)
- Nominierung für das Beste Drehbuch (Alex Convery)
- Auszeichnung als Bester Hauptdarsteller (Matt Damon)
- Nominierung als Bester Nebendarsteller (Ben Affleck)
- Nominierung als Bester Nebendarsteller (Chris Messina)
- Auszeichnung als Beste Nebendarstellerin (Viola Davis)[38][39]

NAACP Image Awards 2024
- Nominierung für das Beste Kostümdesign (Charlese Antoinette Jones)
- Nominierung für die Besten Frisuren (Carla Joi Farmer)[40]

People’s Choice Awards 2024
- Nominierung für die Beste Schauspielleistung (Viola Davis)[41]

RONNIES 2024
- Auszeichnung als der Okayste Film[42]

Writers Guild of America Awards 2024
- Nominierung für das Beste Originaldrehbuch (Alex Convery)[43]

## Synchronisation
Die deutsche Synchronisation entstand nach einem Dialogbuch von Michael Schlimgen und der Dialogregie von Marcel Collé im Auftrag der Arena Synchron GmbH, Berlin.
| Rolle           | Darsteller       | Synchronsprecher          |
| --------------- | ---------------- | ------------------------- |
| Sonny Vaccaro   | Matt Damon       | Simon Jäger               |
| Phil Knight     | Ben Affleck      | Peter Flechtner           |
| Bill            | Billy Smith      | Frank Röth                |
| David Falk      | Chris Messina    | Sascha Rotermund          |
| Deloris Jordan  | Viola Davis      | Martina Treger            |
| George Raveling | Marlon Wayans    | Bernhard Völger           |
| Horst Dassler   | Gustaf Skarsgård | Matthias Deutelmoser      |
| Howard White    | Chris Tucker     | Torsten Michaelis         |
| James Jordan    | Julius Tennon    | Douglas Welbat            |
| Joe Dean        | Michael O’Neill  | Axel Lutter               |
| Käthe Dassler   | Barbara Sukowa   | Barbara Sukowa            |
| Peter Moore     | Matthew Maher    | Stefan Krause             |
| Richard         | Dan Bucatinsky   | Jaron Löwenberg           |
| Rob Strasser    | Jason Bateman    | Tobias Kluckert           |
| Tim             | Al Madrigal      | Sebastian Christoph Jacob |